# Sènan Sèzro Komlan Zinsou
Sènan Sèzro Komlan Zinsou est un haut-fonctionnaire béninois. Il occupe le poste de préfet du département du Mono dans le sud Bénin.

## Biographie

### Carrière
Zinsou Komlan Sènan Sèzro est nommé préfet lors du conseil des ministres du mercredi 22 juin 2016 par Patrice Talon président de la république du Bénin,,.  
Il soutient des actions en faveur de l'éducation au Bénin notamment le Bus de la rentrée scolaire, dont l'action consiste à distribuer une dotation aux meilleurs élèves.
Il est remplacé en 2021 par Dêdêgnon Bienvenu Milhonin.